# Кастель-де-Кабра
Кастель-де-Кабра (ісп. Castel de Cabra) — муніципалітет в Іспанії, у складі автономної спільноти Арагон, у провінції Теруель. Населення — 140 осіб (2010).
Муніципалітет розташований на відстані близько 260 км на схід від Мадрида, 60 км на північний схід від міста Теруель.

## Демографія
Динаміка населення (INE ):